# تیراندازی در موزه یهودی بلژیک
بعد از ظهر ۲۴ مه ۲۰۱۴، یک فرد مسلح به سمت موزه یهودیان بلژیک در بروکسل تیراندازی کرد و منجر به کشته شدن چهار نفر شد. سه نفر از آنها، یک زن و شوهر اسرائیلی که در تعطیلات بودند و یک زن فرانسوی، در صحنه کشته شدند. قربانی چهارم، کارمند بلژیکی موزه، به بیمارستان منتقل شد اما در اثر جراحات در ۶ ژوئن درگذشت. اندکی کمتر از یک هفته بعد، در تاریخ ۳۰ مه ۲۰۱۴، مظنونی در ارتباط با تیراندازی در شهر مارسی فرانسه دستگیر شد. مظنون مهدی نموش، ۲۹ ساله، فرانسوی تبار الجزایری بود. مظنون دوم، ناصر بندرر، شناسایی و بعداً دستگیر شد.                                      
قبل از تیراندازی، نموش پیش از این مدتی را در زندانهای فرانسه گذرانده بود و در آنجا جذب اسلام رادیکال شد. وی پس از زندان بیش از یک سال در سوریه ماند. او متهم است که در زندان ناصر بندر سلاح‌های مورد استفاده در حمله را برای نموش تهیه کرده‌است. بازرسان مظنون سوم را نیز شناسایی کردند، اما بعداً به دلیل ضعیف دانستن شواهد علیه وی، اتهامات علیه مظنون سوم رد شد.
نموش و بندرر در آوریل ۲۰۱۸ به‌طور رسمی متهم شدند و در اوایل سال ۲۰۱۹ در دادگاه تجدید نظر در بروکسل محاکمه شدند. پس از دو ماه جلسات دادرسی، حکمی صادر شد: نموش به جرم ارتکاب حمله مقصر شناخته شد، در حالی که بندر با تأمین سلاحهای مورد استفاده در حمله به نموش، مجرم شناخته شد. این نظریه که نموش توسط مقامات اطلاعاتی خارجه فرستاده شده که در دفاعیات نموش مطرح شد، رد شد. در نتیجه، نموش به حبس ابد در حالی که بندر به ۱۵ سال حبس محکوم شد. بعداً هر دو نیز به پرداخت نزدیک به یک میلیون یورو خسارت به نزدیکان قربانیان محکوم شدند.

## تیراندازی
مردی که کلاه به سر داشت، چندین کیف به همراه داشت که به یک قبضه اسلحه و اسلحه کلاشینکف مسلح بود، حدود ساعت سه و نیم به موزه یهودیان بلژیک، نزدیک سبلون در مرکز بروکسل رسید. وی سپس اقدام به تیراندازی کرد و سه نفر را در محل کشت و نفر چهارم را زخمی کرد که او به بیمارستان منتقل شد ولی در اثر جراحات در ۶ ژوئن درگذشت. این حمله کمتر از ۹۰ ثانیه به طول انجامید پس از آن مهاجم با پای پیاده از صحنه گریخت و تا حدی توسط دوربین‌های امنیتی دیده شد. به گفته پلیس، او قبل از ناپدید شدن به قسمت دیگری از مرکز شهر بروکسل رفت. بر اساس تصاویر دوربین امنیتی، به نظر می‌رسد که مهاجم کلاه از نوع بیس بال پوشیده و سر خود را پوشانده بود، و یک دوربین بر روی قفسه سینه نصب کرده‌است، مانند محمد مره، که از اقدامات خود در تیراندازی‌های تولوز و مونتوبان سال ۲۰۱۲ فیلم‌برداری کرد. اگرچه گفته می‌شود که دوربین در حین فیلمبرداری خراب شده بود.
وزیر امور خارجه بلژیک، دیدیه ریندرز، اتفاقاً در حوالی موزه بود و صدای تیراندازی را شنید. وزیر کشور، ژوئل میلکت نیز در همین نزدیکی بود و چند دقیقه بعد به محل رسید.

### قربانیان
در این تیراندازی چهار نفر کشته شدند. دو نفر از قربانیان اسرائیلی بودند، امانوئل و میریام ریوا، یک زوج میانسال در تعطیلات از شهر تل آویو، در حالی که یک زن فرانسوی به نام دومینیک سابیر قربانی سوم بود.
یک جوان بلژیکی به اسم الکساندر استرنس که در این موزه کار می‌کرد، به شدت زخمی شد و در ۶ ژوئن بر اثر زخم درگذشت. وی در مراکش از مادری یهودی و پدری الجزایری قوم بربر به دنیا آمد و جسد وی را برای خاکسپاری در گورستان مسلمانان به تازا مراکش برگرداندند.

## تحقیقات
تعقیب و گریز در سراسر کشور برای این مهاجم که دارای قد متوسط و ورزشکاری و کلاه بیس بال تیره بود، توصیف شد. تصویر او که تا حدودی مبهم بود، در دوربین مدار بسته ضبط شد. مردی که در حال رانندگی از موزه دیده شده بود بازداشت شد اما پس از بازجویی آزاد شد و همچنان در تحقیقات شاهد است. معاون دادستان این وان ویمرش گفت که تیرانداز «احتمالاً به تنهایی عمل کرده، مسلح بوده و از آمادگی خوبی برخوردار بوده‌است.» وی اظهار داشت که انگیزه حمله هنوز «علنی» است. این حمله به عنوان یک حادثه تروریستی در حال بررسی بود.

### مجرم
مهدی نموش (عربی: مهدی نموش (به انگلیسی: Mehdi Nemmouche)؛ متولد ۱۷ آوریل ۱۹۸۵)، شهروند ۲۹ ساله فرانسه، در تاریخ ۳۰ مه ۲۰۱۴ در ایستگاه راه‌آهن سن شارل در مارسی در ارتباط با تیراندازی دستگیر شد. مظنون است که نموش از جنگ برای شورشیان اسلامگرا در جنگ داخلی سوریه در سال ۲۰۱۳ به فرانسه بازگشته است. او برای ضبط ویدیویی با پرچم گروه شورشی داعش ظاهر شده بود.
نموش در روبه متولد شد. پدرش مادرش را قبل از تولد رها کرد و او را مادر بزرگ و در خانه‌های گروهی بزرگ کرد. وی پیش از عزیمت به سوریه سابقه جنایی طولانی داشت، از جمله دستگیری به جرم سرقت مسلحانه، سرقت وسیله نقلیه و تخریب. گفته می‌شود که وی به گروگان‌های سوریه گفته بود در روز باستیل قصد حمله به پاریس را دارد.
نموش پیش از این ۵ سال را در زندان گذرانده بود و در آنجا مظنون است که رادیکال شده‌است. وی تنها سه هفته پس از آزادی از زندان در سپتامبر ۲۰۱۲ راهی سوریه شد. وی اولین داوطلب اروپایی در جنگ سوریه بود که پس از بازگشت به اروپا دست به حملاتی زد. تعدادی از اشیا از کیسه ای که هنگام بازداشت به همراه داشت از جمله اسلحه کلاشینکف، هفت تیر مخصوص ۳۸، تقریباً ۳۳۰ گلوله مهمات برای هر دو سلاح، قطعات اسلحه، دوربین، لباس و ماسک گاز کشف شد. یک فایل مخفی حاوی یک فیلم ۴۰ ثانیه ای در یکی از دوربین‌ها کشف شد که در آن سلاح‌های نموش ضبط شده و صدایی که گمان می‌رود متعلق به نموش است، در یک فایل صوتی مسئولیت تیراندازی در موزه را بر عهده گرفت. گفته می‌شود که وی دارای یک برگ سفید بوده که روی آن نام دولت اسلامی عراق و شام نقش بسته‌است.
نموش، که تابعیت الجزایری و همچنین فرانسوی دارد، در برابر استرداد به بلژیک مقاومت کرد. وی اتهامات علیه خود را رد کرده‌است. در ۲۹ ژوئیه ۲۰۱۴، نموش به بلژیک استرداد شد.
با تجزیه و تحلیل تماس تلفنی عبدالحمید اباعود مشخص شد که وی در ژانویه ۲۰۱۴ با نموش در تماس بوده‌است. عبدالحمید سرکرده یک سری حملات تروریستی هماهنگ در پاریس بود که در ۱۳ نوامبر ۲۰۱۵ رخ داد.

### اعلام جرم
دادستانی فدرال بلژیک، که مسئول تحقیقات بود، از اتاق شورای دادگاه بدوی بروکسل درخواست کرد که پرونده کیفرخواست برای نموش و بندر را در پایان سال ۲۰۱۷ آغاز کند. دادستانی فدرال همچنین درخواست کرد که اتهامات علیه مظنون سوم، یکی از دوستان بندرر که در این ماجرا دخیل بود ، منتفی شود. در تاریخ ۲۵ ژانویه ۲۰۱۸، اتاق شورا درمورد درخواستها رای داد: نموش و بندر به اتاق کیفرخواست دادگاه تجدیدنظر بروکسل ارجاع شدند، اما مظنون سوم نیز حاضر بود. علی‌رغم درخواست دفتر دادستانی فدرال، اتهامات علیه دولت اخیر رد نشد.
در ۱۹ آوریل ۲۰۱۸، اتاق کیفرخواست در مورد این حمله رای صادر کرد: نموش و بندر رسماً کیفرخواست شدند، اما برخلاف اتاق شورا، کیفرخواست ادله علیه مظنون سوم را بسیار ضعیف دانست؛ بنابراین مظنون سوم متهم نشد و اتهامات علیه وی رد شد. این بدان معنی بود که فقط نموش و بندر به دلیل حمله تروریستی در دادگاه تجدید نظر در دادگاه محاکمه می‌شوند.

## دادگاه

### مراحل مقدماتی
در ژانویه سال ۲۰۱۹، محاکمه مهدی نموش و ناصر بندر، که به عنوان همدست متهم احضار شده بود، آغاز شد. در سیستم عدالت کیفری بلژیک، دادگاه تجدید نظر برای شدیدترین جنایات محاکمه منصفه را برگزار می‌کند. این یک دادگاه غیر دائمی است که فقط هنگامی تشکیل پرونده می‌شود که کیفرخواست به آن ارجاع شود. چند هفته قبل از شروع واقعی دادرسی، جلسه دادرسی مقدماتی در تاریخ ۲۰ دسامبر ۲۰۱۸ برگزار شد، که طی آن لیستی از حدود ۱۲۰ شاهد، که قرار بود در این پرونده حاضر شوند، تصمیم‌گیری شد. تقاضای وکلای مدافع نموش برای به تعویق انداختن پرونده رد شد.
در ۷ ژانویه ۲۰۱۹، سه روز قبل از شروع دادرسی واقعی، اعضای هیئت منصفه انتخاب شدند. برای انتخاب هیئت منصفه، ۲۰۰ شهروند بلژیکی به کاخ دادگستری بروکسل احضار شدند، جایی که دادگاه در آنجا برگزار شد. پس از آنکه دوازده نفر از اعضای هیئت منصفه احتمالی از سوی دفاع و تعقیب قضایی به چالش کشیده شدند، در نهایت هشت مرد و چهار زن به عنوان اعضای هیئت منصفه قدرت گرفتند. دوازده نفر دیگر نیز به عنوان هیئت منصفه علی‌البدل انتخاب شدند.

#### اتهام
در ۱۰ ژانویه ۲۰۱۹، دادگاه اصلی به همراه «هیئت منصفه» و خواندن ۱۹۵ صفحه «اقدام به اتهام» آغاز شد، در این دادگاه اتهامات مطرح شده علیه این دو نفر و شواهد جمع‌آوری شده در جریان تحقیقات شرح داده شد. در ۱۵ ژانویه، وکلای مدافع نموش، که در میان آنها هانری لاکوی و سباستین کورتوی، «اقدام دفاعی» خود را به نوبه خود ارائه دادند، که در آن آنها هفت استدلال اصلی را علیه این اتهامات ذکر کردند. آنها بر کمبود ردیابی DNA در برخی از شواهد مادی تمرکز کردند و موساد (آژانس اطلاعاتی خارجی اسرائیل) را به فرستادن نموش متهم کردند. طبق گفته دفاعیات، زوج ریوا که در این تیراندازی کشته شدند توریست نبودند بلکه اعضای موساد بودند. آنها همچنین بازرسان بلژیکی را به همدستی و داشتن شواهد برای طرح نموش متهم کردند. پس از ارائه دفاعیات، رئیس دادگاه از هر دو متهم سؤال کرد. نموش اعتراف کرد که اسلحه را در اختیار داشته‌است، اما ارتکاب حمله را انکار کرد. وی از پاسخ به سوالات بعدی خودداری کرد. بندر به نوبه خود به سوالات قاضی پاسخ داد. وی اعتراف کرد که نموش از او خواسته اسلحه تهیه کند، اما انجام این کار را انکار کرد.

#### شهادت
طی هفته‌های بعدی، دادگاه شهادت شاهدان دست اول، اولین پاسخ دهندگان، بازرسان، کارشناسان و اعضای خانواده قربانیان و متهمان را شنید. در ادامه شهادت‌های مهم دو روزنامه‌نگار فرانسوی به نام‌های دیدیه فرانسوا و نیکولا هنین بود که از سال ۲۰۱۳ تا ۲۰۱۴ در سوریه توسط عوامل داعش به گروگان گرفته شده بودند. آنها شهادت دادند که نموش، با نام مستعار «ابوعمر»، یکی از محافظان و شکنجه گران آنها بود، و او را «سادیست، بازیگوش و خودشیفته» توصیف کردند. مدیر سابق زندان در سلون دو پروانس، فرانسه، که هر دو متهم در گذشته در آن زندانی بودند، شهادت داد که نموش در طول زندان رادیکالیزه شده‌است. اختلاف نظر وجود داشت که آیا بندر در آن زمان نیز به عقاید رادیکال اسلامی پایبند بوده یا خیر. در جلسات دادرسی، بازرسان و وکلای خانواده زوج ریوا ادعای افسر اطلاعاتی بودن زوج ریوا برای موساد را رد کردند. آنها اظهار داشتند که میریام ریوا، تا زمان بازنشستگی در موساد کار می‌کرد، او این کار را به عنوان حسابدار انجام داد و هرگز با هیچ گونه عملیات اطلاعاتی تماس نگرفت.
در جلسات دادرسی چند حادثه رخ داد. به‌طور خاص، برخی از اعضای هیئت منصفه به دلایل مختلف، از جمله بیماری یا صحبت در خارج از دادگاه، باید جایگزین هیئت منصفه شوند. علاوه بر این، در تاریخ ۲۹ ژانویه ۲۰۱۹، پرونده مربوط به این پرونده از دفتر وکالت یکی از طرفین مدنی به سرقت رفت. هرچند این سرقت تأثیری در دادگاه نداشت.

#### بحث‌های پایانی
پس از شنیدن همه شاهدان، استدلال‌های پایانی توسط همه طرفین از ۱۸ فوریه ۲۰۱۹ ارائه شد. ابتدا وکلای احزاب مدنی (طرفین متضرر خواستار جبران خسارت، مانند خانواده قربانیان) استدلالهای خود را ارائه دادند و هفته بعد دادسرا نیز این کار را کرد. طبق دادستانی، مشخص شد که نموش عامل این حمله است. از طرف دیگر، بندرر، از نظر دادستانی، از آنچه نموش قصد داشت با سلاح‌های تهیه شده چه کاری انجام دهد آگاه نبود و به همین دلیل نباید به دلیل همکاری با او مقصر شناخته می‌شد بلکه به عنوان یک شریک در حمله شناخته شد. دفاع از نموش به نوبه خود تعدادی از استدلال‌ها را مطرح کرد که از نظر آنها ثابت می‌کند نموش عامل آن نبوده، بلکه قربانی یک مجموعه دقیق بوده‌است. از جمله، آنها به کمبود فیلم دوربین‌های امنیتی به غیر از موزه اشاره کردند، دو روزنامه‌نگار فرانسوی را که در جریان دادگاه شهادت داده بودند، به دروغگویی متهم کردند و پیشنهاد کردند که مواد DNA نموش پس از حمله در محل کاشته شده‌است. طبق گفته دفاعیات، نموش پس از آزادی از زندان در سال ۲۰۱۲ توسط نیروهای امنیتی ایران و لبنان جذب شد و به سوریه رفت تا از طرف آنها به داعش نفوذ کند و پس از آن به بروکسل اعزام شد. آنها ادعا کردند که قربانیان در حقیقت عوامل موساد بودند که توسط دستگاه‌های امنیتی یادشده منحل شدند و از نموش به عنوان یک گوسفند استفاده شد.
در ۴ مارس ۲۰۱۹، به همه طرفین فرصت داده شد تا به استدلال‌های یکدیگر پاسخ دهند. احزاب مدنی و دادسرا ادعاهای دفاعیه مبنی بر اینکه نموش را توطئه آمیز، منسجم و دروغ تنظیم کرده‌اند، نفی کردند. آنها به دفاع حمله کردند و سعی کردند مسئولیت حمله را متوجه قربانیان کنند. دفاع به نوبه خود به استدلالهای خود ادامه داد. روز بعد، آخرین صحبت قبل از بازنشستگی هیئت منصفه برای متهم به منظور صدور رأی، به متهم داده شد. در حالی که نموش در آن دوره از دادگاه تا آن زمان سکوت کرده بود، مدت کوتاهی صحبت کرد. وی ادعای وکلای خود را تأیید کرد و اظهار داشت که واقعاً از وی حمایت کرده‌است. بندر نیز صحبت کرد و اظهار داشت که از محکوم شدن می‌ترسد.

### حکم

#### مهدی نموش
در ۷ مارس ۲۰۱۹، مهدی نموش توسط هیئت منصفه برای قتل تروریستی چهار فرد در حمله به موزه، و داشتن غیرقانونی اسلحه‌های مورد استفاده در این حمله مقصر شناخته شد. در استدلالی که هیئت منصفه برای صدور رأی خود بر طبق قوانین بلژیک ارائه کرد، مدارک اصلی علیه نموش استفاده شد. مدارک و شواهد علیه نموش که هیئت منصفه را متقاعد کرد، شامل این واقعیت بود که نموش هنگام دستگیری در شهر مارسی، سلاح‌های مورد استفاده در حمله را همراه با لباسی که فرد در تصاویر امنیتی موزه دیده می‌شود، مطابقت دارد. هر دو اسلحه و لباس دی‌ان‌ای وی بر روی آنها بود و همچنین بقایای گلوله در لباس مورد نظر یافت شد. رد پایی از کفش‌های کتانی که با خود داشت در در ورودی موزه پیدا شد. هنگامی که وی دستگیر شد، وی همچنین برخی از رسانه‌های الکترونیکی را با خود حمل می‌کرد که در آن فیلم‌هایی کشف شد که نموش مسئولیت حمله را به نام داعش بر عهده داشت. یک پرچم داعش که در فیلم‌ها استفاده شده بود، در کنار سلاح‌هایی که نموش هنگام دستگیری با خود داشت، پیدا شد. در سایر رسانه‌های الکترونیکی متعلق به نموش، داده‌هایی مانند سابقه مرور وب کشف شد که ثابت کرد نموش قصد حمله را داشته‌است. شاهدان عینی نموش را عامل این امر دانستند. سرانجام، در رایانه ای متعلق به ناجیم لااچراوی، یکی از بمب‌گذاران انتحاری بمب‌گذاری‌های مارس ۲۰۱۶ بروکسل، مکالمه‌هایی کشف شد که در آن نموش را «برادر» توصیف می‌کرد، و برنامه‌هایی برای آزادی وی از حبس بحث شد.
هیئت منصفه معتقد بودند که شواهد مادی و شهادت شاهدان عینی ثابت می‌کند که نموش عامل این حمله است. هیئت منصفه بر اساس تصاویر امنیتی موزه، شهادت متخصص بازرسان پزشکی که اجساد قربانیان را مورد بررسی قرار داده و نوع سلاح‌های استفاده شده، کشف کرده‌است که نموش قصد قتل دارد. به‌علاوه هیئت منصفه بر اساس اقدامات مقدماتی نموش، از قبیل تهیه اسلحه‌هایی که وی استفاده کرده، ماهیت از پیش برنامه‌ریزی شده قتل‌ها را تأیید کرد. اهداف تروریستی نموش بر اساس اقامت جهادی وی در سوریه از سال ۲۰۱۳ تا ۲۰۱۴، فیلم‌هایی که وی تهیه کرده و در آن وی مسئولیت حملات را به نام داعش بر عهده گرفته‌است و گفتگوهای مربوط به نموش از کامپیوتر نجیم لاچراوی تأیید شده‌است. در این حکم همچنین ادعای فرستادن نموش از طرف مقامات اطلاعاتی رد شد. هیئت منصفه ابراز تاسف کرد که دفاعیه هیچ عنصری را که بتواند این ادعاها را پشتیبانی کند، ارائه نداد. از این رو وجود مجموعه ای فاقد «اعتبار و اعتبار کافی» تلقی می‌شد.

#### ناصر بندرر
به غیر از نموش، هیئت منصفه ناصر بندرر را به جرم جنایات اسلحه و همکاری و نه فقط همدستی در حمله تروریستی با تأمین سلاح و مهمات نموش مقصر شناخت. مطابق قوانین بلژیک، همکاری در جرم به معنای ضروری بودن کمک شخص در ارتکاب جرم است، یعنی بدون این کمک جرم اتفاق نمی‌افتاد. در این حکم آمده بود که بندرر از رادیکالیزاسیون و پایبندی نموش به اعتقادات افراطی اسلامی از زمان آشنایی با یکدیگر در سال ۲۰۰۹، هنگام زندانی شدن در سالن-دی-پروونس، فرانسه، آگاه بوده. داده‌های تلفنی نشان داد که، نموش پس از چهار سال، در ۹ آوریل ۲۰۱۴ دوباره خواستار تماس با بندرر شد، و پس از آن بندرر چند روز بعد به بروکسل سفر کرد. پس از تماس‌های بیشمار از آن زمان، نموش در ۲۴ آوریل ۲۰۱۴ به زادگاه بندرر، مارسی، فرانسه سفر کرد و اطلاعات تلفنی او را در همان زمان در منطقه خانه بندر مشخص کرد. پس از بازگشت نموش به بروکسل، همه تماس‌ها بین آنها قطع شد. محققان شهادت دادند که آنها با تعویض بین شماره تلفنهای متعدد و سیم کارت‌ها، ارتباطات و برخوردهای خود را پنهان کردند.
هیئت منصفه نتیجه‌گیری کرد که برخوردهای آنها فقط در حد تأمین سلاح نموش بوده‌است، به دلیل عدم وجود هر دلیل قابل قبول دیگری که بندرر مجبور به سفر به بروکسل بود و به دلیل عدم وجود منبع دیگری که نموش می‌توانست اسلحه را از آنجا تهیه کند ولی بعداً بندرر به بازرسان اعتراف کرده بود که سلاح‌ها را به نموش تحویل داده‌اند. در مورد استدلال دفاعیه مبنی بر اینکه بندرر نمی‌دانست که در کدام جرم سهیم خواهد شد، هیئت منصفه پاسخ داد که بندرر خواسته‌است خود را از این امر مطلع کند. هیئت منصفه دریافت که بندرر باید براساس سلاح‌های خود و بر اساس رادیکالیزاسیون نموش که بندرر از آن آگاه بود، می‌دانسته سلاح‌ها برای انجام یک عمل تروریستی استفاده می‌شود.

### حکم نهایی
پس از صدور حکم مجرم برای هر دو، جلسه صدور حکم در ۱۱ مارس ۲۰۱۹ برگزار شد. نموش و بندر می‌توانستند به جرم جنایاتی که به جرم آنها محکوم شده بودند به حبس ابد محکوم شوند. دادستانی هیچ گونه موارد تخفیف برای نموش ندید و برای او حکم حبس ابد خواست. در مورد متهم ردیف دوم، دادستان به دلیل شرکت نکردن مستقیم او در قتل، مجازات تا حدودی سبک‌تر از ۳۰ سال زندان را درخواست کرد. دادستانی همچنین خواستار محکومیت هر دو نفر به مدت ۱۵ سال نظارت قضایی شد. این ماده به این معنی است که اگر آنها هرگز با آزادی مشروط آزاد شوند، توسط دادگاه اجرای احکام تحت نظارت قرار می‌گیرند، دادگاهی که می‌تواند آزادی آنها را لغو کند و به مدت ۱۵ سال دیگر به حبس آنها دستور دهد. دفاع دفاعی بندر تأکید کرد که نباید با نموش رفتار شود، و اینکه مجبور است تا پایان عمر با برچسب «تروریست» زندگی کند، خود مجازاتی بود. مدافعان نموش تصمیم گرفت هیچ استدلالی در مورد این حکم ارائه ندهد.
طبق قانون بلژیک، دادگاه پس از مشورت با هیئت منصفه دربارهٔ مجازات، هر دو نفر در تاریخ ۱۲ مارس ۲۰۱۹ محکوم شدند: نموش به حبس ابد محکوم شد، در حالی که بندر ۱۵ سال حبس محکوم کرد. علاوه بر این، نموش به یک دوره ۱۵ ساله نظارت قضایی و بندر به یک دوره ۵ ساله چنین نظارتی محکوم شد. دادگاه در قضاوت خود اظهار داشت که حمله تروریستی به موزه یهود حمله ای به ارزش‌های بنیادی جامعه بلژیک، به ویژه آزادی دین جامعه یهودی بلژیک است. دادگاه برای نموش بخاطر چنین عمل سنگینی و ماهیت خشونت‌آمیز قتل‌ها هیچ گونه تخفیفی در حکم نداد، در نتیجه درخواست رد محکومیت توسط نموش را قبول نکرد. در کنار این موراد، دادگاه عدم همدلی و احترام کامل وی نسبت به قربانیان را در نظر گرفت.
به گفته دادگاه، وی ریسک بالایی را برای انجام مجدد جرم دارد. از طرف دیگر، در مورد بندرر، دادگاه او را نقش مهمی در حمله با تهیه سلاح‌های مورد استفاده برای نموش توصیف کرد. دادگاه فکر کرد که او می‌داند برای چه مواردی استفاده خواهد شد و نسبت به عواقب دیگران بی‌تفاوت است. با این حال، دادگاه برخی از موارد تخفیف را تأیید کرد، از جمله اینکه بندرر از زمان دستگیری خود از هرگونه افراط گرایی اسلامی پاکسازی کرده و وی همدلی و حسرت قربانیان را نشان داده‌است. به نظر می‌رسد که بندرر خطر کمتری در انجام مجدد جرم را دارد.

### خسارات
بندرر در اعتراض به محکومیت خود در دادگاه تجدیدنظر فرجام خواهی کرد. این بدان معناست که بخش مدنی دادرسی در دادگاه ارزیابی (بدون هیئت منصفه) در مورد خسارت باید به تعویق بیفتد. در ۱۸ سپتامبر ۲۰۱۹، دادگاه تجدیدنظر درخواست فرجام خواهی را رد کرد و حکم کیفری را قطعی اعلام کرد.
متعاقباً، در تاریخ ۲۲ اکتبر ۲۰۱۹ دادگاه تأمین مالی ۹۸۵٬۰۰۰ یورو خسارت به نزدیکان قربانیان و موزه یهودی اعطا کرد که باید توسط هر دو محکوم پرداخت شود.

## واکنش‌ها

### داخلی

#### دولت
نخست‌وزیر بلژیک الیو دی روپو این حمله را محکوم کرد. وی گفت: «در بلژیک ما به چنین اعمال وحشیانه ای عادت نداریم.» وزیر امور خارجه بلژیک، دیدیه ریندرز، که اندکی پس از تیراندازی به موزه رسید، در توییتر خود نوشت: «من از قتل‌هایی که در موزه یهود انجام شده‌اند، شوکه شده‌ام، افکار من به قربانیانی می‌رسد که در سایت و خانواده‌های آنها دیدم». ژوئل میلکت، وزیر کشور، حدس زد که ممکن است یهودستیزی در پشت این تیراندازی‌ها باشد و شهردار بروکسل، یوان مایور، حمله احتمالی تروریستی توصیف کرد. سیاستمدار بلژیکی، میشائل مودریکامن، رهبر یک حزب محافظه کار کوچک و خود عضوی از جامعه یهودیان بلژیک، گفت: "متأسفانه، حمله برای ما تعجب آور نیست آن هم پس از سالها زندگی در یک فضای یهودی ستیزی گسترده که اغلب منجر به خشونت می‌شود. "

#### سازمان‌ها
جوئل روبینفلد از اتحادیه بلژیک علیه یهودستیزی این عمل را "نتیجه اجتناب ناپذیری که باعث ایجاد نفرت می‌شود …" توصیف کرد و گفت استفاده از همه روش‌های قانونی برای ساکت کردن مبلغان این نفرت که مسئول گسترش این ویروس ضد یهودی دخیل هستند، ضروری خواهد بود. از جمله نفرت یهودی مثل " صهیونیسم‌ستیزی و انکار کننده هولوکاست و غیره. لوئیس اتهامات روبینفلد را رد کرد و اظهار داشت که این حمله می‌تواند یک عملیات پرچم کاذب باشد که به دنبال بی اعتبار کردن وی در حزب سیاسی ،Debout Les Belges! (برخیز، بلژیکی)، در آستانه انتخابات فدرال بلژیک است. اتحادیه مسلمانان در بلژیک طی بیانیه ای این حمله را "وحشیانه" محکوم کرد و گفت: "متأسفانه این جنایات با لهجه‌های نژادپرستانه و یهودستیزی در کشور ما معکوس کننده تلاش همه کسانی است که بدون در نظر گرفتن مذهب و باورهای فلسفی با عزت و احترام زندگی می‌کنند. "

### بین‌المللی

#### کشورها
فرانسوا اولاند، رئیس‌جمهور فرانسه، «قتل‌های هولناک با بیشترین نیرو» را محکوم کرد. وی در بیانیه ای ابراز همبستگی فرانسه با بلژیک همسایه و به خانواده‌های قربانیان تسلیت گفت. پاپ فرانسیس، که در زمان حملات به خاورمیانه سفر می‌کرد، گفت که به دلیل قتل‌های «این عمل جنایت آمیز نفرت ستیزی» بسیار ناراحت است. وی گفت: "افکار من متوجه کسانی است که در این حمله در بروکسل جان خود را از دست داده‌اند." "من قربانیان را به خدا می‌سپارم." رئیس‌جمهور اسرائیل شیمون پرز همچنین از رهبران اروپایی خواست تا علیه "هر نوع یهود ستیزی" رفتار کنند که به گفته وی "سر خود را در سراسر قاره پرورش می‌دهد". نخست‌وزیر بنیامین نتانیاهو و وزیر امور خارجه آویگدور لیبرمن تحریک‌های ضد اسرائیلی، به ویژه در اروپا را عامل این تیراندازی دانستند و گفتند: "در اروپا عناصری وجود دارند که برای محکوم کردن ساخت شهرک در اورشلیم عجله دارند اما برای محکومیت {این حمله} عجله ای ندارند. " او از الیو دی روپو، که برای ابراز همدردی و به روزرسانی رهبر اسرائیل درمورد تحقیقات تلفنی تماس گرفت، تمجید کرد. لیبرمن همچنین اظهار داشت که این حمله نتیجه ضد یهودستیزی و تحریک اروپایی‌ها علیه دولت یهود بود.
رئیس‌جمهور ایتالیا جورجو ناپولیتانو «نیاز به مراقبت و آماده بودن برای فرسودگی هرگونه ضد یهودستیزی» را یادآوری کرد و اعلام کرد «من همیشه به دنیای جوامع یهودی نزدیک هستم اما دوباره به شدت ضربه خورده‌ام». وزارت کشور آنجلینو آلفانو اعلام کرد «کشته و زخمی‌ها در اثر حمله بروکسل‌ها نیز کشته و زخمی‌های ما هستند» و تأکید کرد که «هیچ انگیزه ای در جهان وجود ندارد که بتواند همه اینها را اجازه دهد». نخست‌وزیر هلند، مارک روته، نخست وزیران بلژیک و اسرائیل، تسلیت گفت. وزیر امور خارجه هلند، فرانس تیمرمانس، به همکار بلژیکی خود ابراز همبستگی کرد. وی گفت که از این حمله ناجوانمردانه شوکه شده‌است. کارل بیلت، وزیر امور خارجه سوئد در توییتر خود نوشت: "حمله حقیرانه به موزه یهودیان در بروکسل، توهین به ارزش‌هایی که اروپا مدرن ما نشان می‌دهد. " بیرگیتا اولسون، وزیر امور اتحادیه اروپا نیز در توییتر خود نوشت: "من از حمله ضد یهودی به موزه یهودیان در بروکسل فقط یک روز قبل از انتخابات پارلمان اروپا شوکه شده‌ام." وزارت امور خارجه ترکیه با صدور بیانیه ای به خانواده‌های قربانیان تسلیت گفت و نوشت، "ترکیه امیدوار است که این حمله مربوط به انگیزه های" نژادپرستانه یا یهود ستیزی "نباشد. در غیر این صورت ما از نتیجه آخرین انتخابات پارلمان اتحادیه اروپا بسیار نگران خواهیم بود، که بسیار ناامید کننده بود. "

#### سازمان‌ها
راجر کوکیرمن، رئیس انجمن یهودیان فرانسه (CRIF)، خواستار در اختیار قرار دادن منابع بیشتر به سرویس اطلاعاتی خارجی فرانسه، اداره کل امنیت خارجی، جهت ردیابی شبه نظامیانی که از سوریه به فرانسه بازمی‌گشتند، شد خاخام مناخم مارگولین، مدیر کل انجمن یهودیان اروپا، از رهبران اروپایی که این حمله را محکوم کرده‌اند به خاطر اظهاراتشان تشکر کرد، اما تأکید کرد که "محکومیت پس از یک حمله قابل پیش بینی چیزی نیست جز راهی برای پاکسازی وجدان فرد. . . برای از بین بردن یهودستیزی نیاز به ایجاد یک گروه ویژه اروپایی است. " وی بعداً اضافه کرد که: "انتظار می‌رود با توجه به افزایش یهودستیزی در اروپا، چنین حمله ای صورت گیرد. دولت‌های اروپا باید گام بردارند، کلمات کافی نیستند. " سخنگوی دبیرکل سازمان ملل متحد بان کی مون در بیانیه ای گفت که دبیرکل "بار دیگر محکومیت شدید خود را نسبت به انواع نژادپرستی، تبعیض نژادی، بیگانه ستیزی و عدم تحمل مربوط ابراز می‌دارد و اعتماد می‌کند که مقامات بلژیکی برای آوردن مجرم یا مرتکبان این جنایت به سرعت به عدالت رسیدند. " رئیس‌جمهور کنگره جهانی یهودیان، رانلد لودر با شوک واکنش نشان داد و گفت: «دو سال پس از تولوز و در آستانه انتخابات اروپا، این حمله ناپسند یک یادآوری وحشتناک دیگر از نوع تهدیدهایی است که در حال حاضر یهودیان اروپا با آن روبرو هستند.»